# Ramsès V
Ramsès V fou el quart faraó de la dinastia XX de l'antic Egipte.
El seu nom d'Horus fou Kanakhtemenmaat (Brau poderós, constant en la justicia), els Horus-hob fou Userenputmitem (poderós en el temps com Atom), el seu Nesut biti fou Usermare Sekhepere (poderosa és la justicia de Ra) i el seu Sa-Ra fou Ramsès Amonherkhopsef (engendrat per Ra, Amon és la força).
Era fill de Ramsès IV i de la reina Tentopet.

## Regnat
En el seu regnat (vers 1145-1141 aC) va augmentar el poder dels sacerdots d'Amon que controlaven les terres del temple a tot el país (així ho mostra el papir de Wilbour del quart any del regnat de Ramsès) i les finances de l'estat en perjudici del faraó. Al papir de Torí hi consta un escàndol financer que va afectar els sacerdots d'Elefantina. També van continuar les vagues dels treballadors de Deir al-Madinah que construïen la tomba (KV9) destinada al faraó, i el Papir de Tori esmenta una aturada al primer any de regnat per por de les incursions dels "enemics" segurament libis que havien arribat a la vila de Per-Nebyt i l'havien incendiat, i pocs dies després van atacar Tebes. Els treballadors estaven sota l'autoritat de Ramesesnakht, gran sacerdot d'Amon, que controlava un gran nombre de sacerdots de rang inferior del temple d'Amon. El seu fill Usermaatranakht també va conservar el seu alt càrrec en les terres d'Amon.
Del seu regnat s'ha trobat una estela a Gebel Silsilh. La seva reina principal fou Taurentere.

## Defunció
Les causes de la seva mort (quan tenia menys de 35 anys) són desconegudes. S'especula que va patir la verola, o que fou enderrocat pel seu successor, Ramsès VI (fill de Ramsès III i, per tant, germà de Ramsès IV i de Ramsès V), ja que aquest va usurpar la seva tomba, i perquè Ramsès V no fou enterrat fins al segon any de regnat de Ramsès VI, cosa molt irregular, ja que la tradició exigia momificar el cadàver i enterrar-lo just 70 dies després, però això podria estar relacionat amb la seguretat de la tomba i la conveniència d'ampliar-la, i al segon any del regnat de Ramsès ja la tranquil·litat havia tornat a la zona a l'oest de Tebes. L'altra possibilitat és haver estat enderrocat i empresonat, i morí al cap de dos anys.
La seva mòmia es va trobar a la tomba (fou portada al Museu del Caire el 1905) i de la seva anàlisi sembla que patia de verola. El crani presenta una ferida que podria haver estat la causa de la mort o provocada pels saquejadors de tombes.
La seva tomba fou descoberta per Richard Pococke el 1738. Fou explorada el 1824 per Robert Hay i el 1825 per James Burton; el 1888 la va excavar Georges Daressy i el 1958 Alexandre Piankoff; després del 1996 i fins al 2000 hi va fer noves excavacions l'equip d'Adam Lukaszewic.